# Elsa Morante

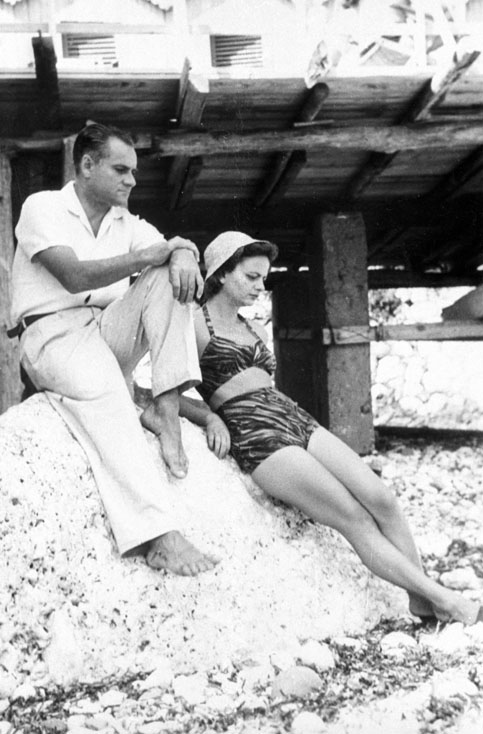
Elsa Morante y Alberto Moravia en Capri en los años cuarenta

Elsa Morante (Roma, 18 de agosto de 1912 - Roma, 25 de noviembre de 1985) fue una escritora italiana, una de las más importantes de la segunda mitad del siglo XX.

## Infancia y juventud
Natural de Roma, la infancia de Elsa Morante transcurrió en el barrio popular del Testaccio. Hija ilegítima de una maestra judía (Irma Poggibonsi) y de un empleado de correos (Francesco Lo Monaco) que se suicidó, fue reconocida como propia por Augusto Morante, vigilante en un instituto correccional de jóvenes. Del matrimonio de su madre nacieron cuatro hijos, tres hombres, de los cuales murió el primogénito con pocos meses, y una niña. 
Por motivos de salud no asistió a la escuela primaria, pero estudió de forma privada, pasando así parte de su infancia con su madrina, Maria Guerrieri, en una villa en via Nomentana. A pesar de esto Elsa Morante comenzó muy joven a escribir cuentos y fábulas para niños, poesías y cuentos breves que fueron publicándose a partir de 1933 y hasta principios de la Segunda Guerra Mundial en varias revistas, entre otras en Il Corriere dei Piccoli, Il Meridiano di Roma, I Diritti della Scuola y Oggi. 
Después de la escuela secundaria, se matriculó en la Universidad, que pronto interrumpió para "aprender sobre la vida": de hecho, cuando tenía 18 años, dejó a su familia para vivir sola dando clases privadas, escribiendo su tesis y publicando regularmente cuentos en revistas.
Su primer libro publicado (Il Gioco Segreto, 1941) fue precisamente una selección de algunos de estos cuentos juveniles. En 1942 publica otro libro para niños, Le Bellissime Avventure di Caterì dalla Trecciolina (posteriormente reescrito en 1959 y publicado con el título de Le Straordinarie Avventure di Caterina).

## Matrimonio con Alberto Moravia. Carrera literaria
En 1936 conoció al escritor Alberto Moravia con el que se casó en 1941. En estos primeros años de una relación algo problemática, marcada por separaciones y acercamientos, Morante mantuvo un diario (publicado póstumamente, así como otras páginas de tipo diario de la década de 1950, parcialmente reproducidas en la Cronología de obras para la colección "I Meridiani"). El matrimonio frecuentó a los mayores escritores y pensadores italianos de su tiempo, entre ellos a Pier Paolo Pasolini, muy amigo de Elsa y Alberto.
Hacia el final de la Segunda Guerra Mundial, para huir de las represalias nazis, abandonó con su marido la Roma ocupada y se refugiaron en Fondi, un pueblo cercano a Cassino. Esta zona de la Italia meridional aparecerá a partir de ahora de forma frecuente en la obra narrativa de ambos escritores: en el caso de Elsa Morante, especialmente en su novela La Storia. Durante este periodo empezó a traducir al italiano el diario de Katherine Mansfield y sus obras posteriores reflejarán la influencia de Mansfield. Después del final de la guerra, Morante y Moravia conocieron al traductor estadounidense William Weaver, quien les ayudó a ser conocidos por los lectores norteamericanos.

## Primeras novelas
La primera novela que Elsa Morante publicó fue Menzogna e sortilegio («Mentira y sortilegio», 1948), que ganó el Premio Viareggio. Esta novela se publicó en 1951 en Estados Unidos con el título de House of Liars. Con la aparición de esta obra, considerada como su primera gran novela, muchos se sorprendieron con la aparición de una escritora sin precedentes; sin embargo, la redacción de las obras principales fue de hecho precedida y acompañada por una densa producción de historias en las que aparecen personajes y motivos, a veces retomados y amplificados en las obras principales. Publicado en 1948, recibió el premio Viareggio en el mismo año.
Su novela siguiente, L'isola di Arturo («La isla de Arturo»), se publicó en Italia en 1957, obtuvo el Premio Strega y alcanzó gran éxito de ventas. Una novela de formación, pero marcada por una imaginación de cuento de hadas que se hunde en el fondo del mito, esta obra obtuvo el consentimiento unánime al combinar felizmente las sugerencias de la realidad con la capacidad evocadora y las iluminaciones líricas. Damiano Damiani dirigió en 1962 la adaptación cinematográfica de la novela. 

## Vida personal
Después del 8 de septiembre de 1943, con la intensificación de la persecución antisemita y la represión alemana, Morante fue advertida del peligro de un arresto por ser judía, y con Moravia —también judío por el lado de su padre— decidieron abandonar Roma precipitadamente. Una vez en Fondi, el tren no pudo continuar debido a la línea de ferrocarril interrumpida: obligados a bajarse del tren, llegaron a pie a la aldea de Sant'Agata donde se refugiaron hasta el final de la guerra. Durante nueve meses, la pareja compartió las condiciones de vida precarias y pobres de los residentes, con solo dos libros (la Biblia y los hermanos Karamazov), comida frugal y una habitación individual con un colchón de paja para dormir. En 1944, después de un corto período en Nápoles, la pareja regresó a Roma. Se divorciaron en 1961.
En los años 80 la escritora comenzó a sufrir nuevamente un fuerte dolor en la pierna, pero rechazó una nueva operación. En abril de 1983, intentó suicidarse, pero fue salvada en extremo y llevada de urgencia al hospital donde fue diagnosticada con hidroencefalia severa. La operación a la que se sometió no logró mejorar su condición. Después de una segunda operación, murió de un ataque al corazón en Roma, en la clínica de Villa Margherita donde fue hospitalizada, el 25 de noviembre de 1985. Sus cenizas fueron esparcidas en el mar de Procida.

## Años 60
En esos años, Morante realizó numerosos viajes al extranjero: a Grecia, la Unión Soviética, a China y estuvo también en Brasil y en India. En septiembre de 1959, conoció a Bill Morrow en Nueva York, un pintor de 23 años con el que formó una relación intensa y que ayudó junto con Moravia a organizar diversas exposiciones en Italia, Francia y Estados Unidos. En abril de 1962, poco después de su regreso a los Estados Unidos, Morrow murió trágicamente desde la ventana de un rascacielos, no se sabe si fue accidental o voluntariamente. Morante se hundió en la desolación y el luto y abandonó todos los proyectos de escritura en curso, incluida la novela Senza i conforti della religione.
Durante los años 60 Elsa Morante reflexionó sobre su narrativa y destruyó buena parte de lo que había escrito hasta aquel momento. Entre las obras que conservó se encuentra la poesía L'Avventura. En 1963 publicó una nueva selección de sus cuentos Lo scialle andaluso («El chal andaluz»). En su siguiente obra, Il mondo salvato dai ragazzini («El mundo salvado por los jóvenes», 1968), mezcla poesía, canciones y teatro.

## Separación de Moravia y últimas novelas
Morante y Moravia se separaron en 1961 y ella continuó escribiendo sólo de forma esporádica. Trabajó durante estos años en una novela que no se publicó jamás: Senza i conforti della religione («Sin los consuelos de la religión»). Sí terminó y publicó en 1974 La Storia, una novela ambientada en Roma durante la Segunda Guerra Mundial. Tuvo gran fama internacional, pero recibió reproches despiadados por parte de algunos críticos. Luigi Comencini adaptó el texto para la televisión, con Claudia Cardinale como protagonista. 
La última novela de Elsa Morante fue Aracoeli, publicada en 1982 (Premio Médicis) en 1984. Enferma tras una fractura del fémur, intentó suicidarse en 1983. Murió en 1985 por un infarto tras una segunda operación quirúrgica.
Hay un premio literario que lleva su nombre.

### Ediciones en español
- Araceli. Gadir Editorial. 2008. ISBN 978-84-96974-01-2.
- El chal andaluz. Ediciones Cátedra. 2006. ISBN 978-84-376-2320-7.
- Las extraordinarias aventuras de Caterina. Gadir Editorial. 2005. ISBN 978-84-934439-4-8.
- La Historia. Círculo de Lectores. 1992. ISBN 978-84-226-3981-7.
- La isla de Arturo. Sudamericana. Traducción de Eugenio Guasta. 1960. ISBN 84-8280-976-8.
- Mentira y sortilegio. Lumen. 2012. ISBN 978-84-264-2079-4.